# Sociedade científica

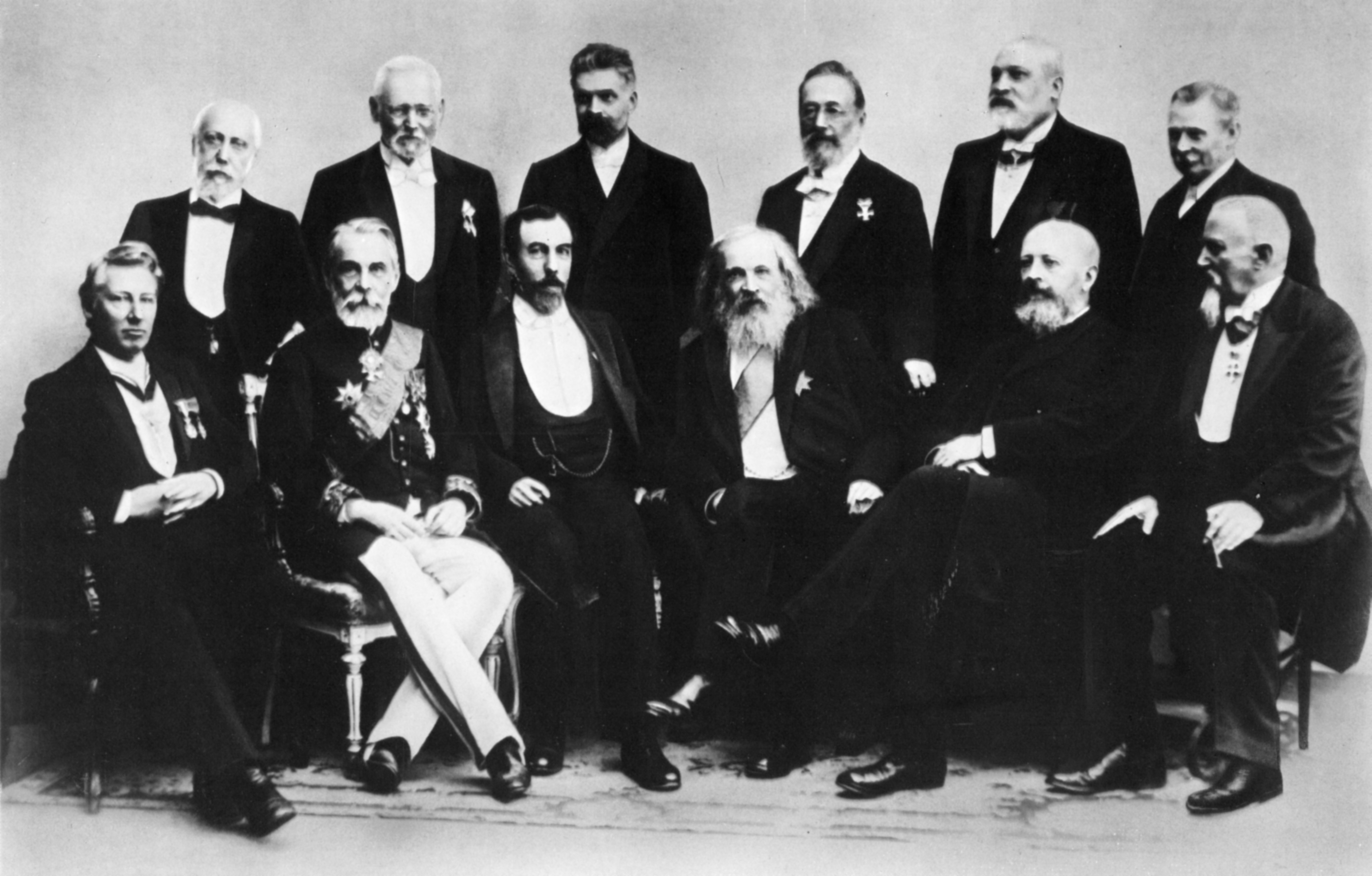
200º aniversário da Academia de Berlim, 1900

Uma sociedade científica, sociedade douta ou sociedade erudita é uma organização que existe para promover uma disciplina acadêmica, profissão ou um grupo de disciplinas relacionadas, como as artes e as ciências.  A adesão pode ser aberta a todos, pode exigir a posse de alguma qualificação ou pode ser uma honra conferida por eleição.
A maioria das sociedades científicas são organizações sem fins lucrativos e muitas são associações profissionais. Suas atividades geralmente incluem a realização de conferências regulares para a apresentação e discussão de novos resultados de pesquisa e a publicação ou patrocínio de periódicos acadêmicos em sua disciplina. Alguns também atuam como órgãos profissionais, regulando as atividades de seus membros no interesse público ou no interesse coletivo dos membros.

## História
Algumas das sociedades eruditas mais antigas são a Académie des Jeux floraux (fundada em 1323), Sodalitas Litterarum Vistulana (fundada em 1488), Accademia della Crusca (fundada em 1583), Accademia dei Lincei (fundada em 1603), Académie Française (fundada em 1635), Academia Nacional de Ciências da Alemanha Leopoldina (fundada em 1652), Royal Society (fundada em 1660) e Academia Francesa de Ciências (fundada em 1666).

## Papel contemporâneo das sociedades científicas
As sociedades científicas seguem fundamentais na organização e desenvolvimento da ciência moderna. Elas contribuem para a definição de padrões éticos, promoção de políticas de acesso aberto e enfrentamento de desafios contemporâneos, como inclusão, diversidade e integridade científica. Além disso, atuam na divulgação científica e formação de novas gerações de pesquisadores, promovendo eventos, premiações, cursos e atividades voltadas ao público em geral. Com a digitalização das atividades acadêmicas, também se destacam por adaptar a comunicação científica, inclusive apoiando políticas para ciência aberta e repositórios institucionais.

## Comunidades acadêmicas online
Após a globalização e o desenvolvimento da tecnologia da informação, certas sociedades acadêmicas - como a Modern Language Association - criaram comunidades virtuais para seus membros. Além das associações acadêmicas estabelecidas, as comunidades virtuais acadêmicas foram organizadas de tal forma que, em alguns casos, tornaram-se plataformas mais importantes para interação e colaborações científicas entre pesquisadores e professores do que as sociedades acadêmicas tradicionais. Os membros dessas comunidades acadêmicas on-line, agrupadas por áreas de interesse, usam para sua comunicação listas compartilhadas e dedicadas (por exemplo, JISCMail), serviços de redes sociais (como Facebook ou LinkedIn) e redes sociais voltadas para o meio acadêmico (como Humanities Commons, ResearchGate, Mendeley or Academia.edu).

## Sociedades científicas no Brasil
No Brasil, as sociedades científicas desempenham papel central na consolidação e avanço da pesquisa nacional. A mais conhecida é a Sociedade Brasileira para o Progresso da Ciência (SBPC), fundada em 1948, que atua na defesa da ciência, promoção de eventos e articulação de políticas públicas. Atualmente representa mais de 170 sociedades científicas afiliadas, além de pesquisadores, docentes e estudantes. Além dela, o país conta com sociedades voltadas a áreas específicas, como a Academia Brasileira de Ciências (ABC), fundada em 1916, a Sociedade Brasileira de Física (SBF), a Sociedade Brasileira de Química (SBQ) e a Sociedade Brasileira de Matemática (SBM), entre outras.

## Atuação das sociedades científicas brasileiras
As sociedades científicas brasileiras desempenham múltiplos papéis, que vão além da promoção da pesquisa em suas áreas específicas. Elas organizam congressos, simpósios e workshops que servem como espaço de atualização científica e de troca de experiências entre pesquisadores. Também editam revistas acadêmicas de alto impacto, como a Revista Brasileira de Química e os *Anais da Academia Brasileira de Ciências, contribuindo para a disseminação de conhecimento científico nacional e internacional.
Além disso, muitas dessas entidades atuam como interlocutoras junto ao poder público, participando de audiências e debates sobre políticas de ciência, tecnologia, inovação e educação. A SBPC, por exemplo, tem histórico de defesa do investimento público em ciência e mobilização contra cortes orçamentários.
As sociedades também desenvolvem iniciativas de divulgação científica, promovendo feiras, olimpíadas do conhecimento e projetos educacionais para aproximar ciência e sociedade. Em tempos de emergência sanitária ou crise ambiental, atuam na orientação da opinião pública e na prestação de informações qualificadas à população e aos órgãos governamentais.

## Prêmios e reconhecimentos conferidos

### Prêmios da SBPC
A Sociedade Brasileira para o Progresso da Ciência (SBPC) entrega o Prêmio "Carolina Bori Ciência & Mulher", instituído em 2019. Ele reconhece duas categorias: mulheres estabelecidas na ciência e estudantes do ensino médio e graduação. Na edição de 2025, foram selecionadas seis ganhadoras, três em cada categoria, e o prêmio contou com patrocínio de instituições como CNPEM e Fundação Conrado Wessel.

### Prêmios da ABC
A Academia Brasileira de Ciências (ABC) concede prêmios desde 1925, incluindo o Prêmio Einstein (ouro e diploma), Mello Leitão, Costa Lima, Arthur Moses e Medalha Augusto Ruschi. Atualmente, também organiza comissões independentes para os prêmios nacionais, como a Ordem Nacional do Mérito Científico.

### Prêmios de reconhecimento e mídia
Embora não estritamente conferidos por sociedades, o Prêmio José Reis de Divulgação Científica e Tecnológica, concedido pelo CNPq, é frequentemente entregue durante a Reunião Anual da SBPC e homenageia pesquisadores, jornalistas e instituições pela divulgação de ciência desde 1978.

### Reconhecimentos honoríficos
A ABC e a SBPC concedem títulos honorários a membros destacados. A ABC adota seu quadro de membros por eleição, enquanto a SBPC concede o título de “Presidente de Honra” a pessoas com serviços relevantes à ciência, como Oscar Sala, Aziz Ab'Saber e Simão Mathias.

## Sociedades brasileiras afiliadas à SBPC (2025)
Atualmente há 179 sociedades científicas brasileiras afiliadas à SBPC, elas representam a comunidade científica e acadêmica do Brasil, abrangendo diversas áreas do conhecimento. Essas sociedades estão organizadas em quatro grandes grupos: Biológicas, Exatas, Humanas e Tecnológicas. 
| Nº | Nome                                                                | Sigla          |
| 1  | Academia Brasileira de Neurologia                                   | ABN            |
| 2  | Associação Brasileira de Bioinformática e Biologia Computacional    | AB³C           |
| 3  | Associação Brasileira de Biologia Marinha                           | ABBM           |
| 4  | Associação Brasileira de Ciência Ecológica e Conservação            | ABECO          |
| 5  | Associação Brasileira de Ciências Farmacêuticas                     | ABCF           |
| 6  | Associação Brasileira de Enfermagem                                 | ABEn           |
| 7  | Associação Brasileira de Ensino de Biologia                         | SBENBIO        |
| 8  | Associação Brasileira de Ensino Odontológico                        | ABENO          |
| 9  | Associação Brasileira de Hematologia, Hemoterapia e Terapia Celular | ABHH           |
| 10 | Associação Brasileira de Limnologia                                 | ABLimno        |
| 11 | Associação Brasileira de Mutagênese e Genômica Ambiental            | MutaGen-Brasil |
| 12 | Associação Brasileira de Psiquiatria                                | ABP            |
| 13 | Associação Brasileira de Saúde Coletiva                             | ABRASCO        |
| 14 | Associação Brasileira para Pesquisa em Visão e Oftalmologia         | BRAVO          |
| 15 | Clube Brasileiro de Purinas                                         | -              |
| 16 | Colégio Brasileiro de Ciências do Esporte                           | CBCE           |
| 17 | Colégio Brasileiro de Cirurgiões                                    | CBC            |
| 18 | Conselho Brasileiro de Oftalmologia                                 | CBO            |
| 19 | Federação das Sociedades de Biologia Experimental                   | FeSBE          |
| 20 | Federação Internacional de Associações de Estudantes de Medicina    | IFMSA Brazil   |
| 21 | Sociedade Botânica do Brasil                                        | SBB            |
| 22 | Sociedade Brasileira de Anatomia                                    | SBA            |
| 23 | Sociedade Brasileira de Biociências Nucleares                       | SBBN           |
| 24 | Sociedade Brasileira de Biofísica                                   | SBBF           |
| 25 | Sociedade Brasileira de Biologia Celular                            | SBBC           |
| 26 | Sociedade Brasileira de Bioquímica e Biologia Molecular             | SBBQ           |
| 27 | Sociedade Brasileira de Carcinologia                                | SBC            |
| 28 | Sociedade Brasileira de Ciência das Plantas Daninhas                | SBCPD          |
| 29 | Sociedade Brasileira de Ciência de Animais de Laboratório           | SBCAL          |
| 30 | Sociedade Brasileira de Ciência e Tecnologia de Alimentos           | SBCTA          |
| 31 | Sociedade Brasileira de Cirurgia da Mão                             | SBCM           |
| 32 | Sociedade Brasileira de Economia Ecológica                          | ECOECO         |
| 33 | Sociedade Brasileira de Ecotoxicologia                              | EcotoxBR       |
| 34 | Sociedade Brasileira de Entomologia                                 | SBE            |
| 35 | Sociedade Brasileira de Etnobiologia e Etnoecologia                 | SBEE           |
| 36 | Sociedade Brasileira de Farmacognosia                               | SBFgnosia      |
| 37 | Sociedade Brasileira de Farmacologia e Terapêutica Experimental     | SBFTE          |
| 38 | Sociedade Brasileira de Ficologia                                   | SBFic          |
| 39 | Sociedade Brasileira de Fisiologia                                  | SBFis          |
| 40 | Sociedade Brasileira de Fisiologia Vegetal                          | SBFV           |
| 41 | Sociedade Brasileira de Genética                                    | SBG            |
| 42 | Sociedade Brasileira de Geriatria e Gerontologia                    | SBGG           |
| 43 | Sociedade Brasileira de Gerontecnologia                             | SBGTec         |
| 44 | Sociedade Brasileira de Herpetologia                                | SBH            |
| 45 | Sociedade Brasileira de Ictiologia                                  | SBI            |
| 46 | Sociedade Brasileira de Imunologia                                  | SBI            |
| 47 | Sociedade Brasileira de Inflamação                                  | SBIn           |
| 48 | Sociedade Brasileira de Malacologia                                 | SBMa           |
| 49 | Sociedade Brasileira de Mastologia                                  | SBM            |
| 50 | Sociedade Brasileira de Mastozoologia                               | SBMz           |
| 51 | Sociedade Brasileira de Medicina Tropical                           | SBMT           |
| 52 | Sociedade Brasileira de Melhoramento de Plantas                     | SBMP           |
| 53 | Sociedade Brasileira de Micologia                                   | SBMic          |
| 54 | Sociedade Brasileira de Microbiologia                               | SBM            |
| 55 | Sociedade Brasileira de Neurociências e Comportamento               | SBNeC          |
| 56 | Sociedade Brasileira de Ornitologia                                 | SBO            |
| 57 | Sociedade Brasileira de Ortopedia e Traumatologia                   | SBOT           |
| 58 | Sociedade Brasileira de Paleontologia                               | SBP            |
| 59 | Sociedade Brasileira de Parasitologia                               | SBP            |
| 60 | Sociedade Brasileira de Pesquisa Odontológica                       | SBPqO          |
| 61 | Sociedade Brasileira de Plantas Medicinais                          | SBPM           |
| 62 | Sociedade Brasileira de Primatologia                                | SBPr           |
| 63 | Sociedade Brasileira de Protozoologia                               | SBPz           |
| 64 | Sociedade Brasileira de Recursos Genéticos                          | SBRG           |
| 65 | Sociedade Brasileira de Tecnologia de Embriões                      | SBTE           |
| 66 | Sociedade Brasileira de Toxicologia                                 | SBTox          |
| 67 | Sociedade Brasileira de Toxinologia                                 | SBTx           |
| 68 | Sociedade Brasileira de Virologia                                   | SBV            |
| 69 | Sociedade Brasileira de Zoologia                                    | SBZ            |
| 70 | Sociedade Brasileira de Zootecnia                                   | SBZ            |
| 71 | Sociedade Entomológica do Brasil                                    | SEB            |

| Nº | Nome da Sociedade                                           | Sigla   |
| 1  | Associação Brasileira de Águas Subterrâneas                 | ABAS    |
| 2  | Associação Brasileira de Cristalografia                     | ABCr    |
| 3  | Associação Brasileira de Educação em Engenharia             | ABENGE  |
| 4  | Associação Brasileira de Engenharia Sanitária e Ambiental   | ABES    |
| 5  | Associação Brasileira de Ergonomia                          | ABERGO  |
| 6  | Associação Brasileira de Estatística                        | ABE     |
| 7  | Associação Brasileira de Física Médica                      | ABFM    |
| 8  | Associação Brasileira de Química                            | ABQ     |
| 9  | Região Brasileira da Sociedade Internacional de Biometria   | RBras   |
| 10 | Sociedade Astronômica Brasileira                            | SAB     |
| 11 | Sociedade Brasileira de Catálise                            | SBCat   |
| 12 | Sociedade Brasileira de Ciência do Solo                     | SBCS    |
| 13 | Sociedade Brasileira de Educação Matemática                 | SBEM    |
| 14 | Sociedade Brasileira de Ensino de Química                   | SBEnQ   |
| 15 | Sociedade Brasileira de Física                              | SBF     |
| 16 | Sociedade Brasileira de Geofísica                           | SBGF    |
| 17 | Sociedade Brasileira de Geologia                            | SBGeo   |
| 18 | Sociedade Brasileira de Geoquímica                          | SBGq    |
| 19 | Sociedade Brasileira de Lógica                              | SBL     |
| 20 | Sociedade Brasileira de Matemática                          | SBM     |
| 21 | Sociedade Brasileira de Matemática Aplicada e Computacional | SBMAC   |
| 22 | Sociedade Brasileira de Meteorologia                        | SBMet   |
| 23 | Sociedade Brasileira de Metrologia                          | SBM     |
| 24 | Sociedade Brasileira de Microeletrônica                     | SBMicro |
| 25 | Sociedade Brasileira de Ótica e Fotônica                    | SBFoton |
| 26 | Sociedade Brasileira de Proteção Radiológica                | SBPR    |
| 27 | Sociedade Brasileira de Química                             | SBQ     |

| Nº | Nome                                                                                     | Sigla      |
| 1  | Associação Brasileira de Antropologia                                                    | ABA        |
| 2  | Associação Brasileira de Centros e Museus de Ciência                                     | ABCMC      |
| 3  | Associação Brasileira de Ciência Política                                                | ABCP       |
| 4  | Associação Brasileira de Editores Científicos                                            | ABEC       |
| 5  | Associação Brasileira de Educação à Distância                                            | ABED       |
| 6  | Associação Brasileira de Educação Musical                                                | ABEM       |
| 7  | Associação Brasileira de Ensino de Ciências Sociais                                      | ABECS      |
| 8  | Associação Brasileira de Estudos de Defesa                                               | ABED       |
| 9  | Associação Brasileira de Estudos Populacionais                                           | ABEP       |
| 10 | Associação Brasileira de Estudos Sociais das Ciências e das Tecnologias                  | ESOCITE.BR |
| 11 | Associação Brasileira de Etnomusicologia                                                 | ABET       |
| 12 | Associação Brasileira de Jornalismo Científico                                           | ABJC       |
| 13 | Associação Brasileira de Linguística                                                     | ABRALIN    |
| 14 | Associação Brasileira de Literatura Comparada                                            | Abralic    |
| 15 | Associação Brasileira de Pesquisa e Pós-Graduação em Artes Cênicas                       | ABRACE     |
| 16 | Associação Brasileira de Pesquisa e Pós-graduação em Estudos do Lazer                    | ANPEL      |
| 17 | Associação Brasileira de Pesquisa em Educação em Ciências                                | ABRAPEC    |
| 18 | Associação Brasileira de Pesquisa em Educação Especial                                   | ABPEE      |
| 19 | Associação Brasileira de Pesquisadores de Comunicação Organizacional e Relações Públicas | ABRAPCORP  |
| 20 | Associação Brasileira de Pesquisadores e Profissionais em Educomunicação                 | ABPEducom  |
| 21 | Associação Brasileira de Pesquisadores em Jornalismo                                     | SBPJor     |
| 22 | Associação Brasileira de Pesquisadores/as Negros/as                                      | ABPN       |
| 23 | Associação Brasileira de Psicologia e Medicina Comportamental                            | ABPMC      |
| 24 | Associação Brasileira de Psicologia Escolar e Educacional                                | ABRAPEE    |
| 25 | Associação Brasileira de Psicologia Social                                               | ABRAPSO    |
| 26 | Associação Brasileira de Relações Internacionais                                         | ABRI       |
| 27 | Associação de Linguística Aplicada do Brasil                                             | ALAB       |
| 28 | Associação dos Geógrafos Brasileiros                                                     | AGB        |
| 29 | Associação Nacional de Ensino e Pesquisa no Campo de Públicas                            | ANEPCP     |
| 30 | Associação Nacional de História                                                          | ANPUH      |
| 31 | Associação Nacional de Pesquisa e Pós Graduação em Ciência da Informação                 | ANCIB      |
| 32 | Associação Nacional de Pesquisa e Pós-Graduação em Arquitetura e Urbanismo               | ANPARQ     |
| 33 | Associação Nacional de Pesquisa e Pós-Graduação em Música                                | ANPPOM     |
| 34 | Associação Nacional de Pesquisa e Pós-Graduação em Psicologia                            | ANPEPP     |
| 35 | Associação Nacional de Pesquisa e Pós-Graduação em Turismo                               | ANPTUR     |
| 36 | Associação Nacional de Pesquisadores em Artes Plásticas                                  | ANPAP      |
| 37 | Associação Nacional de Políticas e Administração da Educação                             | ANPAE      |
| 38 | Associação Nacional de Pós Graduação e Pesquisa em Ciências Sociais                      | ANPOCS     |
| 39 | Associação Nacional de Pós Graduação e Pesquisa em Educação                              | ANPED      |
| 40 | Associação Nacional de Pós-Graduação e Pesquisa em Administração                         | ANPAD      |
| 41 | Associação Nacional de Pós-graduação e Pesquisa em Geografia                             | ANPEGE     |
| 42 | Associação Nacional de Pós-Graduação e Pesquisa em Letras e Linguistica                  | ANPOLL     |
| 43 | Associação Nacional de Pós-Graduação e Pesquisa em Planejamento Urbano e Regional        | ANPUR      |
| 44 | Associação Nacional de Pós-graduação e Pesquisa em Teologia e Ciências da Religião       | ANPTECRE   |
| 45 | Associação Nacional de Pós-Graduação em Filosofia                                        | ANPOF      |
| 46 | Associação Nacional dos Programas de Pós-Graduação em Comunicação                        | COMPÓS     |
| 47 | Conselho Nacional de Pesquisa e Pós-Graduação em Direito                                 | CONPEDI    |
| 48 | Federação Brasileira das Associações Científicas e Acadêmicas de Comunicação             | SOCICOM    |
| 49 | Federação Brasileira de Psicanálise                                                      | FEBRAPSI   |
| 50 | Federação Brasileira dos Professores de Francês                                          | FBPF       |
| 51 | Federação de Arte Educadores do Brasil                                                   | FAEB       |
| 52 | Rede Nacional de Educação e Ciência                                                      | RNEC       |
| 53 | Sociedade Brasileira de Administração Pública                                            | SBAP       |
| 54 | Sociedade Brasileira de Economia Política                                                | SEP        |
| 55 | Sociedade Brasileira de Estudos Clássicos                                                | SBEC       |
| 56 | Sociedade Brasileira de Estudos de Cinema e Audiovisual                                  | SOCINE     |
| 57 | Sociedade Brasileira de Estudos Interdisciplinares da Comunicação                        | INTERCOM   |
| 58 | Sociedade Brasileira de Filosofia Analítica                                              | SBFA       |
| 59 | Sociedade Brasileira de História da Ciência                                              | SBHC       |
| 60 | Sociedade Brasileira de História da Educação                                             | SBHE       |
| 61 | Sociedade Brasileira de Psicologia                                                       | SBP        |
| 62 | Sociedade Brasileira de Sociologia                                                       | SBS        |
| 63 | Sociedade Científica de Estudos da Arte                                                  | CESA       |
| 64 | Sociedade de Arqueologia Brasileira                                                      | SAB        |
| 65 | União Latina de Economia Política da Informação, da Comunicação e da Cultura             | ULEPICC-Br |

| Nº | Nome da Sociedade                                                                              | Sigla   |
| 1  | Associação Brasileira de Eletrônica de Potência                                                | SOBRAEP |
| 2  | Associação Brasileira de Engenharia de Produção                                                | ABEPRO  |
| 3  | Associação Brasileira de Engenharia e Ciências Mecânicas                                       | ABCM    |
| 4  | Associação Nacional de Pesquisa e Ensino em Transportes                                        | ANPET   |
| 5  | Associação Nacional de Tecnologia do Ambiente Construído                                       | ANTAC   |
| 6  | Sociedade Brasileira de Agrometeorologia                                                       | SBA     |
| 7  | Sociedade Brasileira de Automática                                                             | SBA     |
| 8  | Sociedade Brasileira de Computação                                                             | SBC     |
| 9  | Sociedade Brasileira de Eletromagnetismo                                                       | SBMag   |
| 10 | Sociedade Brasileira de Engenharia Biomédica                                                   | SBEB    |
| 11 | Sociedade Brasileira de Micro-ondas e Optoeletrônica                                           | SBMO    |
| 12 | Sociedade Brasileira de Microscopia e Microanálise                                             | SBMM    |
| 13 | Sociedade Brasileira de Pesquisa em Materiais                                                  | SBPMat  |
| 14 | Sociedade Brasileira de Pesquisa Operacional                                                   | SOBRAPO |
| 15 | Sociedade Brasileira de Telecomunicações                                                       | SBrT    |
| 16 | Sociedade Brasileira dos Especialistas em Resíduos das Produções Agropecuária e Agroindustrial | SBERA   |